# Dot Allison
Dot Allison (Edinburgh, 17 augustus 1969) is een Schotse zangeres die actief is in de dancemuziek. Ze begon als zangeres voor de band One Dove maar begon na het uiteenvallen daarvan een solocarrière. Bovendien draagt ze geregeld bij aan de muziek van andere artiesten. Ze is getrouwd met componist Christian Henson.

## Biografie
Allison begon haar muzikale loopbaan als zangeres voor de groep One Dove. Deze werd gevormd in de clubscene van Glasgow, waar ze in 1989 als studente was komen wonen. Deze groep vormde ze met muzikanten Ian Carmichael en Jim McKinven. Ze worden al snel ontdekt door producer Andrew Weatherall. Deze producer had haar ontdekt en een contract aangeboden bij Junior Boy's Own. Ze stopt met haar studie biochemie, en wordt actief als fulltime zangeres. De groep debuteert in 1991 met de single Fallen op het label. In 1993 verscheen het album Morning Dove White met daarop dromerige danspop. Het nummer Breakdown werd daarvan een hit in het Verenigd Koninkrijk. In 1996, tijdens de opnamen voor een tweede album, viel One Dove echter uiteen door problemen met de muziekindustrie.
Het was een tijd stil rondom Allison. Dit mede door een auto-ongeluk waarvan ze enkele maanden moest revalideren. In 1999 kwam Allison terug met het triphop-album Afterglow. Haar thuisbasis lag nu in Londen. Naast haar eigen platen was ze geregeld te horen in producties van anderen. Zo werkte ze voor Death in Vegas en werd het nummer Visions (2001), dat ze opnam met de groep Slam een hit door een remix van Vitalic. Op het album We Are Science sloeg ze meer de weg van electropop in. Een remix van nummer Substance door Felix da Housecat verscheen daarna op diverse compilaties. Het nummer Strung Out werd zelfs een bescheiden hitje. In eigen beheer bracht ze een album met akoestische versies van haar nummers uit. 
Vanaf 2001 werkte ze samen met Massive Attack. Ze maakten het nummer Aftersun, dat overigens nooit officieel werd uitgebracht. Ze deed liveperformances voor de groep en ze was te horen op het soundtrack album Danny The Dog (2004). In 2006 werkte ze samen met producer Tim Simenon aan de ep Beneath the Ivy. Rond 2004 heeft ze een tijd een relatie met rockzanger Pete Doherty. Deze liep echter stuk door diens zelfdestructieve gedrag. Met Pete nam ze desondanks een album met duetten op. Dit albums werd nooit uitgebracht. Allison verklaarde dat Kate Moss, Doherty's latere partner, de uitgave zou tegenhouden. Wel verklaart ze later dat Doherty van grote invloed is geweest op haar ontwikkeling in het schrijven van songs. Daarna verschenen de albums Exaltation of Larks (2007) en Room 7½ (2009). Op deze albums liet ze meer een folkgeluid horen. Op deze albums Daarna werd het wat rustiger. Ze bleef wel samenwerken met andere artiesten. Zo nam ze in 2009 een nummer op met Paul Weller (Love's Got Me Crazy) en een nummer met Pete Doherty (Sheepskin Tearaway) voor zijn album Grace/Wastelands. Ook werkte ze met haar man Christian Henson samen aan de soundtrack voor de film Triangle (2009). In 2012 nam ze met voormalig Underworld-producer Darren Emerson net nummer Escapology op voor de soundtrack van de film Irvine Welsh's Ecstasy. Dat verscheen ook op het album Pioneers 01. In 2014 doet ze nog een bijdrage aan het album Soused, van Scott Walker.
Een lange stilte volgt. In deze periode verhuist ze terug naar Schotland en krijgt ze een gezin waar ze haar tijd aan besteed en kan het een tijdlang niet opbrengen om nieuwe muziek te maken. Wanneer de kinderen ouder zijn begint ze weer songs te schrijven.  In 2021 verschijnt het album Heart-Shaped Scars waarop ze een ingetogen een Folk-geluid laat horen. Het album werd geproduceerd door Fiona Cruickshank, die eerder werkte met Peter Gabriel, Clint Mansell en Susan Boyle. In 2024 brengt ze een aantal demo's uit op Demo-itis, dat zeer op een gelimiteerd aantal cassettebandjes wordt uitgebracht. 
Begin 2025 duikt ze op bij een opvallend project van Oasis-basgitarist Andy Bell. Voor diens album Pinball Wanderer zingt ze het nummer I'm In Love..., waar ook voormalig Neu!-lid Michael Rother een bijdrage aan doet.  

## Discografie

### Albums
- One Dove - One Morning Dove
- Afterglow (1999)
- We Are Science (2002)
- Acoustic (2002)
- Exaltation Of Larks (2007)
- Room 7 1/2 (2009)
- Pioneers 01 (2012)
- Heart-Shaped Scars (2021)
- Demo-itis (2024)

### Singles
- One Dove - Fallen (1991)
- One Dove - Transient Truth (1992)
- One Dove - Why Don't You Take Me (1993)
- One Dove - Breakdown (1993)
- One Dove - White Love (1993)
- I Wanna Feel The Chill (1998)
- Colour Me (1999)
- Close Your Eyes (1999)
- Message Personnel (1999)
- Mo' Pop (1999)
- Tomorrow Never Comes (1999)
- Death in Vegas ft. Dot Allison - Dirge (1999)
- Slam ft. Dot Allison - Visions (2002)
- Substance (2002)
- Strung Out (2002)
- We're Only Science  (2002)
- Slam ft. Dot Allison - Kill The Pain (2005)
- Massive Attack ft. Dot Allison - Aftersun (2005)
- Beneath The Ivy (2006)
- Paved With A Little Pain (2009)
- Paul Weller ft. Dot Allison - Love's Got Me Crazy (2009)
- Cry (2010)
- Long Exposure (2021)
- Andy Bell ft. Dot Allison & MIchael Rother - I'm In Love... (2025)

- Bibliothèque nationale de France: cb14028754x (data)
- Gemeinsame Normdatei: 135139457
- International Standard Name Identifier: 0000 0000 5518 4266
- Library of Congress Control Number: n2002076291
- MusicBrainz: a0cb6773-0c16-4557-b66b-c14cae51fd61
- Virtual International Authority File: 54346293